# Carabodes tridactylus
Carabodes tridactylus är en kvalsterart som beskrevs av Trägårdh 1907. Carabodes tridactylus ingår i släktet Carabodes och familjen Carabodidae. Inga underarter finns listade.